# Soses
Soses ist eine katalanische Gemeinde (Municipio) mit 1.881 Einwohnern (Stand: 2024) in der Provinz Lleida im Nordosten Spaniens. Sie ist Teil der Comarca Segrià. 

## Geographie
Soses liegt etwa 18 Kilometer südwestlich vom Stadtzentrum von Lleida in einer Höhe von ca. 120 m am Segre, der die östliche Gemeindegrenze bildet. Durch die Gemeinde führen die Autopista AP-2 und die Autovía A-2.

## Einwohnerentwicklung
| 1900 | 1930 | 1950 | 1970 | 1981 | 1991 | 2001 | 2011 | 2021 |
| ---- | ---- | ---- | ---- | ---- | ---- | ---- | ---- | ---- |
| 1116 | 1269 | 1348 | 1411 | 1487 | 1516 | 1531 | 1764 | 1781 |

## Sehenswürdigkeiten
- Burgruine von Gebut
- Laurentiuskirche
- Michaeliskapelle

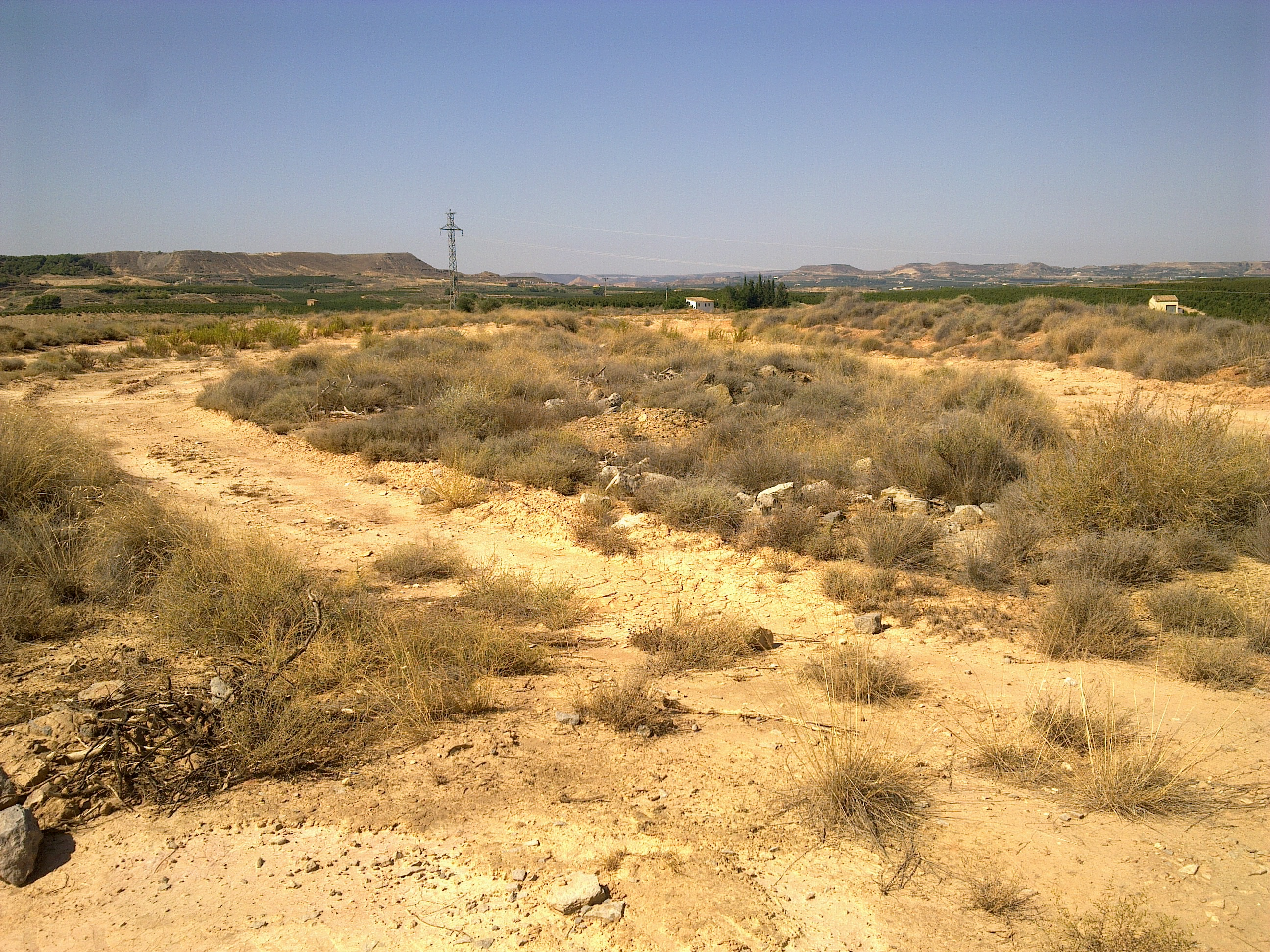
Burgreste von Gebut
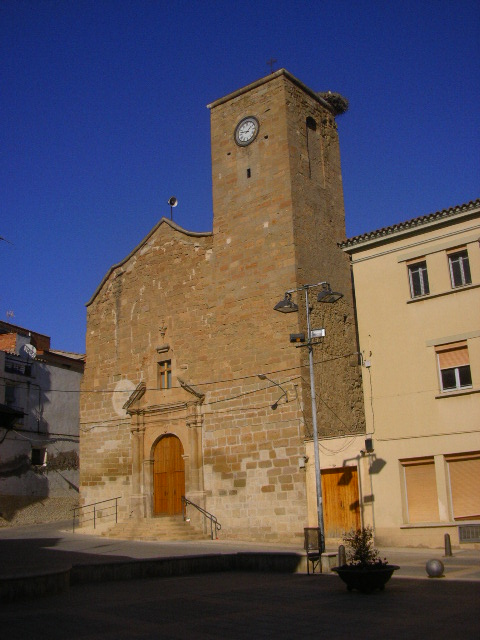
Laurentiuskirche
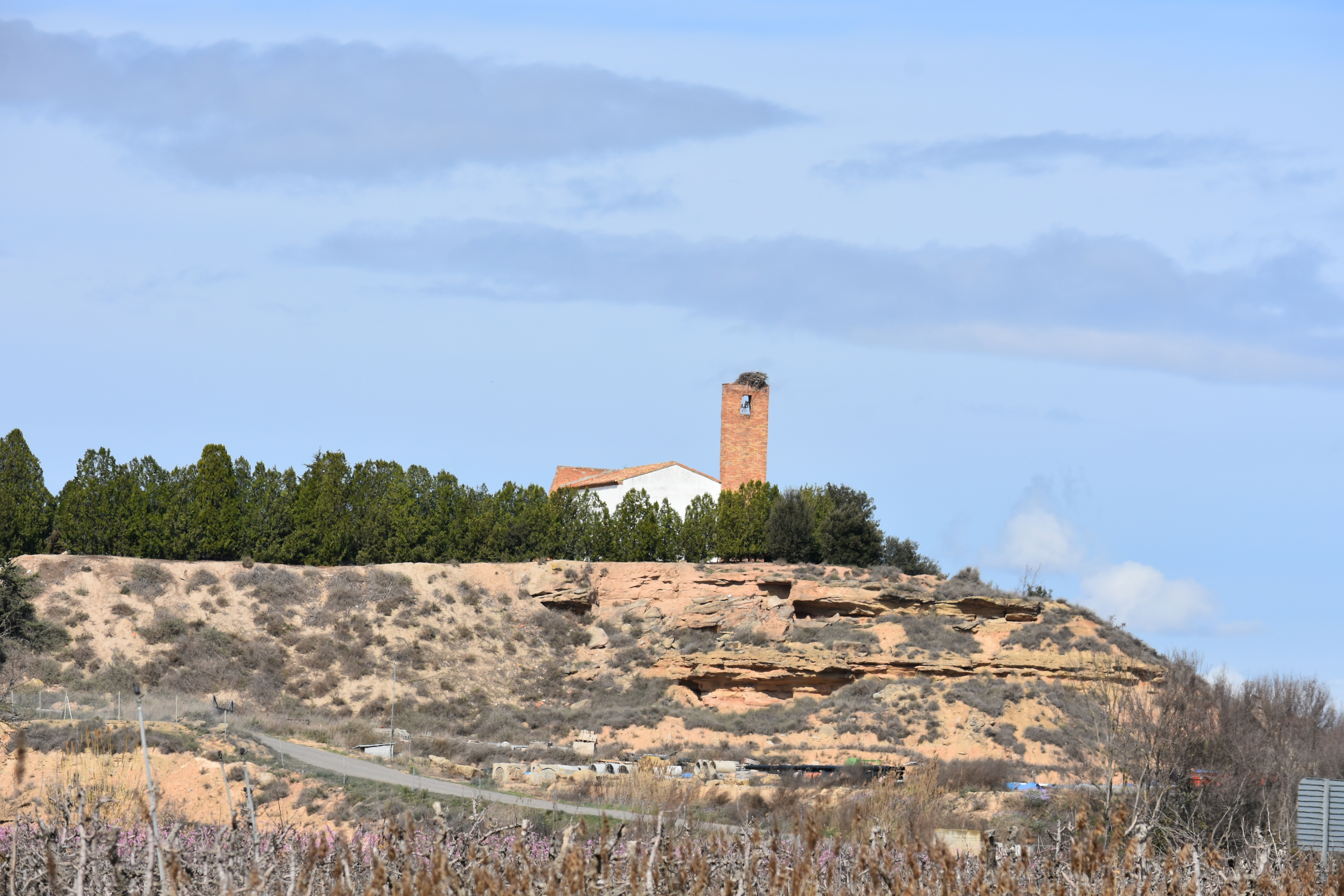
Michaeliskapelle

## Fossilienfunde
Nahe der früheren Siedlung Gebut wurden im 20. Jahrhundert zahlreiche Fossilienfunde getätigt. Paläontologisch wohl am bedeutendsten ist der Fund eines Krokodilfossils, das mehr als 35 Millionen Jahre alt sein soll.